# 威远堡镇
威远堡镇，是中华人民共和国辽宁省铁岭市开原市下辖的一个乡镇级行政单位。

## 行政区划
威远堡镇下辖以下地区：
威远村、双城子村、南城子村、何家堡子村、前马市堡村、镇北村、纪家村、周家窝棚村、四家子村、龙泉村和塔子沟村。